# Peter Fleming
Peter Blair Fleming (ur. 21 stycznia 1955 w Chatham) – amerykański tenisista.
Zasłynął przede wszystkim jako wieloletni partner deblowy Johna McEnroe, z którym wygrał łącznie 51 turniejów, w tym wielkoszlemowe – Wimbledon (czterokrotnie) i US Open (trzykrotnie). Również z McEnroe tworzył skuteczny duet w Pucharze Davisa, przyczyniając się do trzykrotnego zdobycia trofeum przez Amerykanów (lata 1979, 1981 i 1982). Niezależnie Fleming odnosił sukcesy w grze pojedynczej, wygrywając trzy turnieje i dochodząc do pierwszej dziesiątki w rankingu światowym, niemniej jednak kojarzony jest przede wszystkim jako deblista, tym bardziej że w 1984 dotarł na sam szczyt światowego rankingu gry podwójnej. Na szczycie listy deblistów utrzymywał się w sumie przez siedemnaście tygodni.

## Kariera tenisowa
Jako uczeń Chatham High School zdobył w 1972 tytuł stanowego mistrza szkół średnich New Jersey. Rok później w krajowym rankingu juniorów zajmował 12. pozycję. W czasie studiów bronił barw Uniwersytetu Michigan i Uniwersytetu Kalifornijskiego w Los Angeles w amerykańskich rozgrywkach akademickich, w 1976 sięgając po mistrzostwo NCAA w grze podwójnej. Występował wówczas w reprezentacji uczelni kalifornijskiej w parze z Ferdim Tayganem i miał za sobą starty turniejowe wśród seniorów, w tym zwycięstwo nad Raúlem Ramírezem (San Francisco 1975).
Rok 1976 to również sezon, w którym Fleming zagrał po raz pierwszy w finale turnieju zawodowego w deblu – w La Costa w Kalifornii, gdzie za partnera miał młodszego z braci Mayerów, Gene’a. W 1977 Fleming zaliczył trzy finały, w tym jeden ponownie z Gene’em Mayerem, by sięgnąć po pierwsze turniejowe zwycięstwo w 1978 – w Monte Carlo (w ramach World Championship Tennis) w parze z reprezentantem Czechosłowacji Tomášem Šmídem. Dla przebiegu dalszej kariery Fleminga, szczególnie deblowej, znaczenie w 1978 miało nawiązanie współpracy z Johnem McEnroe; jeszcze w tymże 1978 roku zaowocowała ona czterema wygranymi turniejami i wimbledońskim finałem, w którym Amerykanie musieli uznać wyższość Boba Hewitta i Frew McMillana, rundę wcześniej eliminując Wojciecha Fibaka i Toma Okkera. Amerykanie byli też w ćwierćfinale US Open.
Fleming i McEnroe zetknęli się na korcie już kilka lat wcześniej, w spotkaniu które dla obu przyszłych partnerów było wielkoszlemowym debiutem – podczas US Open 1974. W pierwszej rundzie tego turnieju górą był Fleming, grający w parze z nieco starszym Vitasem Gerulaitisem (partnerem McEnroe był doświadczony Meksykanin Antonio Palafox, dawny mistrz Wimbledonu). Cztery lata później połączenie sił Fleminga i McEnroe przyniosło zwycięstwa w 13 turniejach, w tym ATP Finals, Wimbledonie i US Open. W londyńskim finale pokonali Briana Gottfrieda i Raúla Ramíreza 4:6, 6:4, 6:2, 6:2, a w Nowym Jorku – Boba Lutza i Stana Smitha 6:2, 6:4. Sezon 1980 para Flrming–McEnroe zakończyła z 7 tytułami (jedno zwycięstwo Fleming odniósł ponadto z Ferdim Tayganem), nie zdołali także obronić żadnego z tytułów w Wielkim Szlemie; w półfinale Wimbledonu na ich drodze stanęli Australijczycy Paul McNamee i Peter McNamara, a w finale US Open za porażkę sprzed roku zrewanżowali się Lutz i Smith (6:7, 6:3, 1:6, 6:3, 3:6).
W 1981 współpraca Fleminga i McEnroe przyniosła sześć turniejowych triumfów, w tym ponownie na Wimbledonie (w finale z Lutzem i Smithem 6:4, 6:4, 6:4) i US Open (w finale walkower z McNamarą i Günthardtem). Rok 1982amerykański debel zakończył z trzema wygranymi turniejami, na Wimbledonie finał przegrany do McNamee i McNamary, na US Open ćwierćfinał – jednakże w 1983 wśród pięciu zdobytych wspólnie trofeów nie zabrakło zwycięstw wielkoszlemowych. W finale Wimbledonu Amerykanie pokonali swoich rodaków, bliźniaków Tima i Toma Gulliksonów 6:4, 6:3, 6:4, a w decydującym meczu US Open okazali się lepsi od innej amerykańskiej pary Fritza Buehninga i Vana Winitsky’ego 6:3, 6:4, 6:2. W 1984 Fleming i McEnroe po raz pierwszy obronili wielkoszlemowy tytuł, po pięciosetowym finale Wimbledonu z Australijczykami Patem Cashem i Paulem McNamee 6:2, 5:7, 6:2, 3:6, 6:3. Wyczyn ten nie udał im się na US Open, gdzie w półfinale musieli uznać wyższość Szwedów Andersa Järryda i Stefana Edberga. Skuteczna gra w innych imprezach w 1984 dała Amerykanom pięć dalszych zwycięstw turniejowych, w tym w nowojorskim ATP Finals.
Po 1984 Fleming nie zdołał już wygrać imprezy wielkoszlemowej; wciąż odnosił triumfy w turniejach o mniejszym prestiżu, w 1985 trzy (dwa w parze z McEnroe, jeden z Järrydem), w 1986 pięć (cztery z McEnroe, jeden z Forgetem). Na Wimbledonie w 1985, w parze z McEnroe, odpadł w półfinale z Patem Cashem i Johnem Fitzgeraldem. Na US Open 1986 był w ćwierćfinale, mając za partnera Steve’a Dentona. Ostatni sukces Fleming odniósł w parze z rodakiem Garym Donnellyem – finał Wimbledonu 1986, przegrany do szwedzkiej pary Mats Wilander i Joakim Nyström 6:7, 3:6, 3:6. Donnelly był także partnerem Fleminga w jego pożegnalnym zawodowym sezonie 1987, kiedy to wygrali razem turniej w Waszyngtonie oraz osiągnęli półfinał French Open (odpadli z Forgetem i Noahem); na US Open 1987 Fleming zakończył swoje wielkoszlemowe starty, ulegając w pierwszej rundzie debla i drugiej rundzie singla.
Kariera reprezentacyjna Fleminga również wiąże się ściśle z osobą Johna McEnroe. W latach 1979–1984 Fleming wystąpił piętnastokrotnie w reprezentacji USA w Pucharze Davisa, wyłącznie jako deblista, zawsze mając za partnera McEnroe. Pozostawali przez lata niepokonani, dopiero w ostatnim meczu – finale Pucharu Davisa 1984 – serię Amerykanów przerwali Szwedzi Edberg i Järryd (trofeum w tymże roku zdobyli Szwedzi). Dzięki tym występom Fleming miał znaczący udział w trzykrotnych triumfach zespołu amerykańskiego. W 1979 zdobył punkt w jednej z wcześniejszych rund, później pozycję reprezentacyjnych deblistów przejęli Bob Lutz i Stan Smith (McEnroe grał natomiast także w rundach finałowych w grze pojedynczej); zarówno w 1981, jak i w następnym roku, Fleming z McEnroe zdobywali już punkty w finałach, kolejno przeciwko Argentyńczykom i Francuzom. W 1984 i 1985 Fleming był ponadto w składzie zespołu, który sięgnął po Drużynowy Puchar Świata.
W parze McEnroe–Fleming za lidera uchodził McEnroe, młodszy o cztery lata od partnera. Fleming, podobnie jak jego partner, zdołał osiągnąć pozycję lidera w światowym rankingu gry podwójnej – po raz pierwszy w czerwcu 1984.
Schyłek lat 70. XX wieku to czas, kiedy Fleming skutecznie łączył występy deblowe z grą pojedynczą. W latach 1978–1979 wygrał trzy turnieje, a czterokrotnie przegrywał w finałach. W 1978 w finale w Maui musiał uznać wyższość Billa Scanlona, natomiast w Bolonii zdobył tytuł, pokonując w półfinale Johna McEnroe, a w finale Adriano Panattę. W 1979 w finale w Cincinnati pokonał Roscoe Tannera, a w Los Angeles ponownie Johna McEnroe, któremu jednak tydzień później uległ w decydującym meczu turnieju w San Francisco. Ponadto w tymże roku uległ McEnroe w finale w San Jose, a w finale w Maui, rozgrywanym w identycznym jak rok wcześniej składzie, jeszcze raz przegrał z Billem Scanlonem.
Jako singlista w Wielkim Szlemie Fleming debiutował na US Open 1976; przegrał wówczas w drugiej rundzie z Jimmym Connorsem. Najlepszy wynik wielkoszlemowy Amerykanin osiągnął w 1980, kiedy to na Wimbledonie wyeliminował m.in. Ilie Năstase i Onny’ego Paruna, by dopiero w ćwierćfinale przegrać z McEnroe. Pożegnalny występ w Wielkim Szlemie Fleming zaliczył w US Open 1987 (przegrał w drugiej rundzie z Järrydem), a w cyklu Grand Prix dwa miesiące później, ulegając w Sztokholmie Rosjaninowi Aleksandrowi Wołkowowi.
W klasyfikacji gry pojedynczej Fleming najwyżej plasował się w lipcu 1980 – na 8. miejscu. Wkrótce potem skoncentrował się na grze podwójnej, czego efektem był spadek w rankingu singlowym w 1983 poniżej miejsca 650. W całej karierze, uwzględniając zarówno grę pojedynczą, jak i podwójną, zarobki zawodowe Amerykanina wyniosły niespełna dwa miliony dolarów. Po zakończeniu występów sportowych udziela się jako komentator telewizyjny tenisa, współpracując m.in. z Eurosportem, BBC i Sky Sports.
Fleming, wysoki i praworęczny zawodnik, prezentował na korcie ofensywny tenis, oparty na mocnym podaniu i skutecznym woleju. Ważnym jego atutem, szczególnie w deblu, był także top-spinowy return ze strony bekhendowej.

## Osiągnięcia w turniejach wielkoszlemowych
- Wimbledon
  - gra podwójna – wygrane 1979, 1981, 1983, 1984 (wszystkie z Johnem McEnroe), finały 1978, 1982 (oba z Johnem McEnroe), 1986 (z Garym Donnellym)
- US Open
  - gra podwójna – wygrane 1979, 1981, 1983 (wszystkie z Johnem McEnroe), finał 1980 (z Johnem McEnroe)

## Zwycięstwa turniejowe
- gra pojedyncza
  - 1978 Bolonia
  - 1979 Cincinnati, Los Angeles
- gra podwójna
  - 1978 Monte Carlo (WCT, z Tomášem Šmídem), Johannesburg (z Raymondem Moore), South Orange, San Francisco, Kolonia, Bolonia (wszystkie z Johnem McEnroe)
  - 1979 World Doubles WCT (Londyn), Nowy Orlean, Mediolan, Rotterdam, San Jose, Wimbledon, South Orange, Toronto, US Open, San Francisco, Sztokholm, Wembley, Bolonia (wszystkie z Johnem McEnroe), Rzym (z Tomášem Šmídem)
  - 1980 Mediolan, Filadelfia, Forest Hills (WCT), San Francisco, Maui, Sydney (hala), Wembley (wszystkie z Johnem McEnroe), Hongkong (z Ferdim Tayganem)
  - 1981 Las Vegas, Forest Hills (WCT), Wimbledon, US Open, San Francisco, Sydney (hala, wszystkie z Johnem McEnroe), Atlanta (z Fritzem Buehningiem)
  - 1982 Filadelfia, Cincinnati, Wembley (wszystkie z Johnem McEnroe)
  - 1983 Los Angeles, Wimbledon, US Open, San Francisco, Wembley (wszystkie z Johnem McEnroe)
  - 1984 Filadelfia, Madryt, Wimbledon, Toronto, San Francisco, Masters (Nowy Jork, wszystkie z Johnem McEnroe), Memphis (z Fritzem Buehningiem)
  - 1985 Houston, Dallas (oba z Johnem McEnroe), Toronto (hala, z Andersem Järrydem)
  - 1986 Stratton Mountain, San Francisco, Paryż (hala), Wembley (wszystkie z Johnem McEnroe), La Quinta (z Guyem Forgetem)
  - 1987 Waszyngton (z Garym Donnellym)

## Finały turniejowe
- gra pojedyncza
  - 1978 Maui
  - 1979 San Jose, San Francisco, Maui
- gra podwójna
  - 1976 La Costa (z Gene’em Mayerem)
  - 1977 Columbus (z Gene’em Mayerem), Laguna Niguel (z Treyem Waltke), Johannesburg (z Raymondem Moore’em)
  - 1978 Wimbledon, Maui (oba z Johnem McEnroe)
  - 1979 Filadelfia (z Johnem McEnroe)
  - 1980 Columbus (z Eliotem Teltscherem), US Open (z Johnem McEnroe)
  - 1981 Montreal, Wembley (oba z Johnem McEnroe)
  - 1982 Memphis, Wimbledon, Toronto (wszystkie z Johnem McEnroe)
  - 1983 Filadelfia (z Johnem McEnroe), Rotterdam (z Pavelem Složilem), Mediolan (z Fritzem Buehningiem), Sztokholm (z Johanem Kriekiem)
  - 1986 Wimbledon (z Garym Donnellym), Los Angeles (z Johnem McEnroe)
  - 1987 Forest Hills (z Garym Donnellym)